# Leza
Leza ist ein Ort und eine Gemeinde (municipio) mit 210 Einwohnern (Stand: 2024) in der Provinz Álava in der Autonomen Gemeinschaft Baskenland im Norden Spaniens. Der Ort gehört zur Weinbauregion Rioja Alavesa.

## Lage und Klima
Der Ort Leza liegt in einer Höhe von etwa 570 m im Südwesten der Provinz Álava nahe der Grenze zur Autonomen Gemeinschaft La Rioja. Nächstgelegene größere Stadt ist das etwa 25 km (Fahrtstrecke) südöstlich gelegene Logroño; die sehenswerte Kleinstadt Laguardia, zu der Leza bis ins 17. Jahrhundert hinein gehörte, befindet sich gut 5 km südöstlich. Das Klima ist gemäßigt bis warm; Regen (ca. 635 mm/Jahr) fällt überwiegend im Winterhalbjahr.

## Bevölkerungsentwicklung
| Jahr      | 1857 | 1900 | 1950 | 2000 | 2018 |
| --------- | ---- | ---- | ---- | ---- | ---- |
| Einwohner | 493  | 461  | 400  | 208  | 196  |

Die Reblauskrise im Weinbau, die Mechanisierung der Landwirtschaft und der daraus resultierende Verlust an Arbeitsplätzen führten seit der Mitte des 20. Jahrhunderts zu einem kontinuierlichen Rückgang der Einwohnerzahlen.

## Wirtschaft
In frühen Jahrhunderten lebten die als Selbstversorger lebenden Bewohner hauptsächlich von den landwirtschaftlichen Produkten der näheren Umgebung, zu denen auch der Wein gehörte. Der am Schnittpunkt mehrerer Wege gelegene Ort selbst fungierte als Markt- und Handelszentrum, aber auch Handwerker ließen sich hier nieder. In den 1930er Jahren wurde ein Lungensanatorium gebaut. Die zunehmende Bedeutung des Weinbaus und des Weintourismus in der Rioja Alavesa wirkt sich in den letzten Jahrzehnten auch wieder positiv auf die Beschäftigung aus.

## Geschichte
Zwei Dolmen bezeugen die Anwesenheit von Menschen im 4. Jahrtausend v. Chr. Hingegen haben Kelten, Römer, Westgoten und Mauren – trotz der Nähe zum Ebrotal – auf dem Gemeindegebiet keine archäologischen Spuren hinterlassen. Wahrscheinlich entstand der Ort erst im 10. Jahrhundert, im Zuge der Rückeroberung (reconquista) und Wiederbesiedlung (repoblación) der von den Mauren besetzten Gebiete. Erstmals erwähnt wird der Ort unter der mittelalterlichen Schreibweise Leça im 10. Jahrhundert. 1666 gewährte der spanische König Karl II. ihm die Stadtrechte.

## Sehenswürdigkeiten
- Die Pfarrkirche (Iglesia de San Martín) ist ein imposanter Bau aus exakt behauenen Steinen aus dem 16 bis 18. Jahrhundert. Die Westfassade ist vollkommen schmucklos; das spätgotische Portal auf der Südseite schließt mit einem Korbbogen; im Tympanonfeld darüber findet sich eine Reiterstatue des hl. Martin. Oberhalb der Portalzone befindet sich eine Art Laufgang mit Bogenöffnungen, von denen aus sich ein guter Überblick über das Umland bietet. Der unten quadratische, oben jedoch oktogonale Glockenturm (campanar) befindet sich ebenfalls auf der Südseite am Ende des einschiffigen Langhauses; die Apsis ist polygonal gebrochen. Dem Bau ist ein gewisser Wehrcharakter nicht abzusprechen.

Umgebung
- Die megalithischen Ganggräber (Layaza und El Sotillo), deren Decksteine fehlen gehören zur Ruta de los dólmenes.